# Valle de San José
Valle de San José là một khu tự quản thuộc tỉnh Santander, Colombia. Thủ phủ của khu tự quản Valle de San José đóng tại Valle de San José Khu tự quản Valle de San José có diện tích 250 ki lô mét vuông. Đến thời điểm ngày 28 tháng 5 năm 2005, khu tự quản Valle de San José có dân số 8133 người.